# 산양구

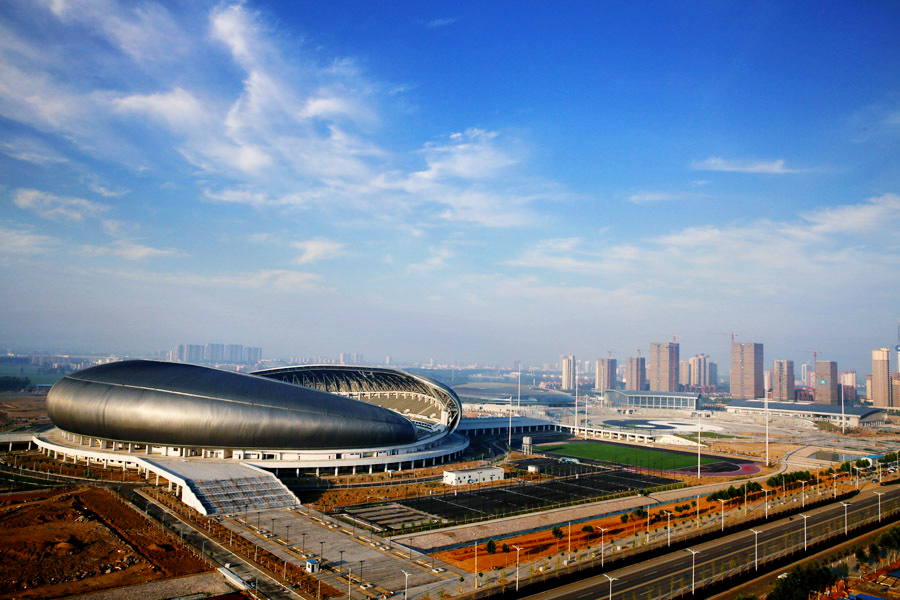

산양구(한국어: 산양구, 중국어: 山阳区, 병음: Shānyáng Qū)는 중화인민공화국 허난성 자오쭤 시의 현급 행정구역이다. 넓이는 67km2이고, 인구는 2007년 기준으로 280,000명이다.

## 기후
연평균 기온은 14.9°C이고 연평균 강수량은 529.3mm이다.

## 행정 구역
10개 가도를 관할한다.
- 가도: 东方红街道, 焦东街道, 百间房街道, 太行街道, 艺新街道, 光亚街道, 定和街道, 中星街道, 新城街道, 李万街道.